# Марданшах од Дамаванда
Марданшах је био ирански племић из Куће Карен, који је био оснивач династије Масмугани из Дамаванда, која је обухватала Лариџан и околна подручја. Током арапског освајања Ирана, послао је појачање да помогне Сијавахшу у Рају против Арапа. Међутим, Сијаваш је поражен. Арапи су потом наставили ка Дамаванду, где је Марданшах склопио мир са Арапима, а обећано му је да неће бити нападнут нити да ће му прелазити преко земље без његове дозволе, у замену за одавање почасти калифату. Након тога нестаје из историјских хроника.